# 개닛

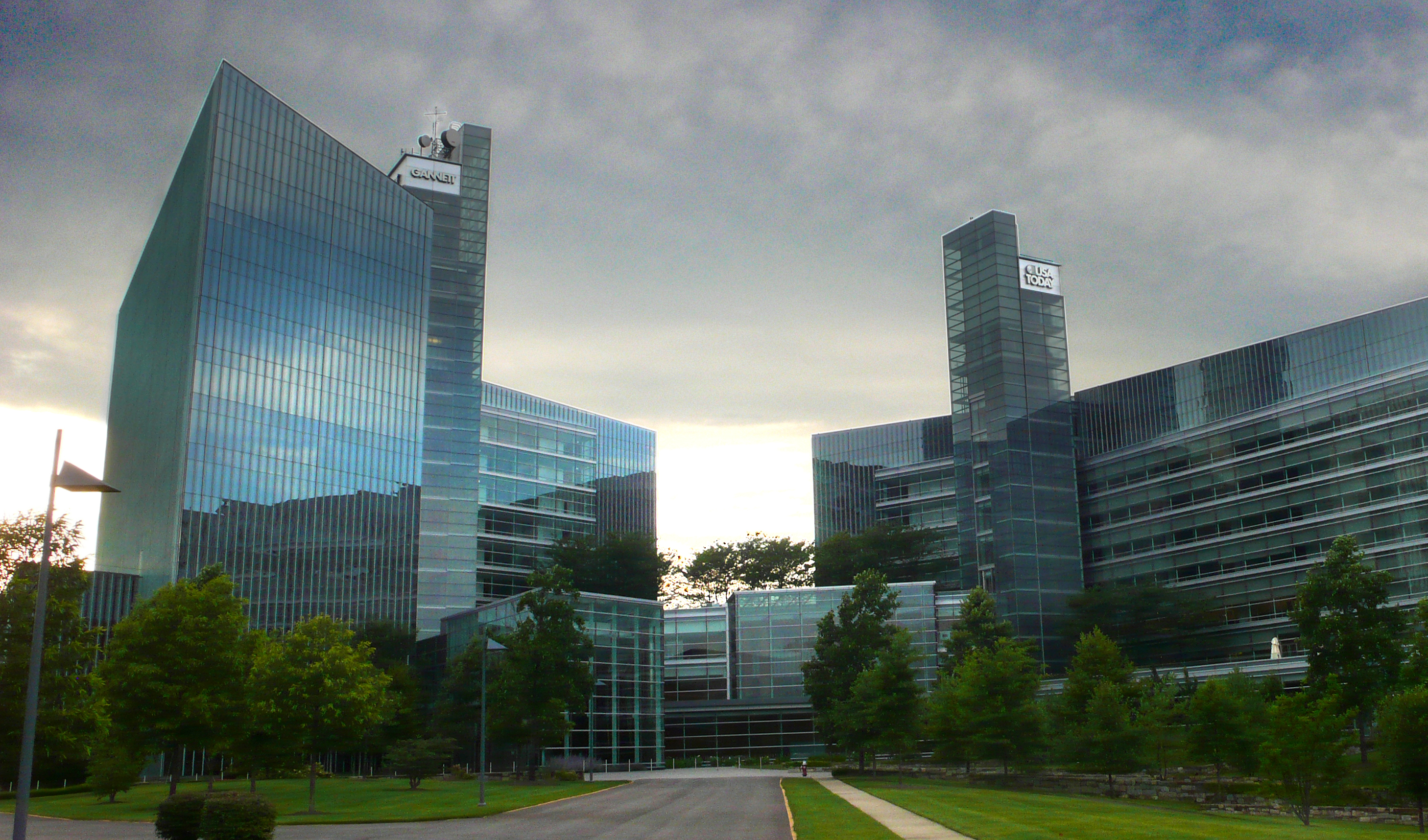
개닛의 본사는 버지니아주 타이슨스 코너에 있다.

개닛(가넷, 영어: Gannett Company, Inc.)은 미국의 지주회사로, 하루 출판량으로써는 미국의 최대 신문 발행 회사이다. 종합 일간지인 《USA 투데이》와 주간지인 《USA 위켄드》를 발행한다.